# Sanjeev Satheeswaran
Sanjeev Satheeswaran (* 4. September 1983) ist ein sri-lankischer Fußballspieler.
Der Stürmer spielt mindestens seit der Saison 2009/10 bei Premier SC. Im Jahr 2009 absolvierte er drei Länderspiele für die sri-lankische Fußballnationalmannschaft. Ein Tor erzielte er dabei nicht.